# Борно (Италия)
 Тази статия е за градчето в Северна Италия.  За щата в Нигерия вижте Борно.  
Бо̀рно (на италиански: Borno, на източноломбардски: Bùren, Бурен) е малко градче и община в Северна Италия, провинция Бреша, регион Ломбардия. Разположено е на 912 m надморска височина. Населението на общината е 2631 души (към 2013 г.).